# Max Nadoleczny

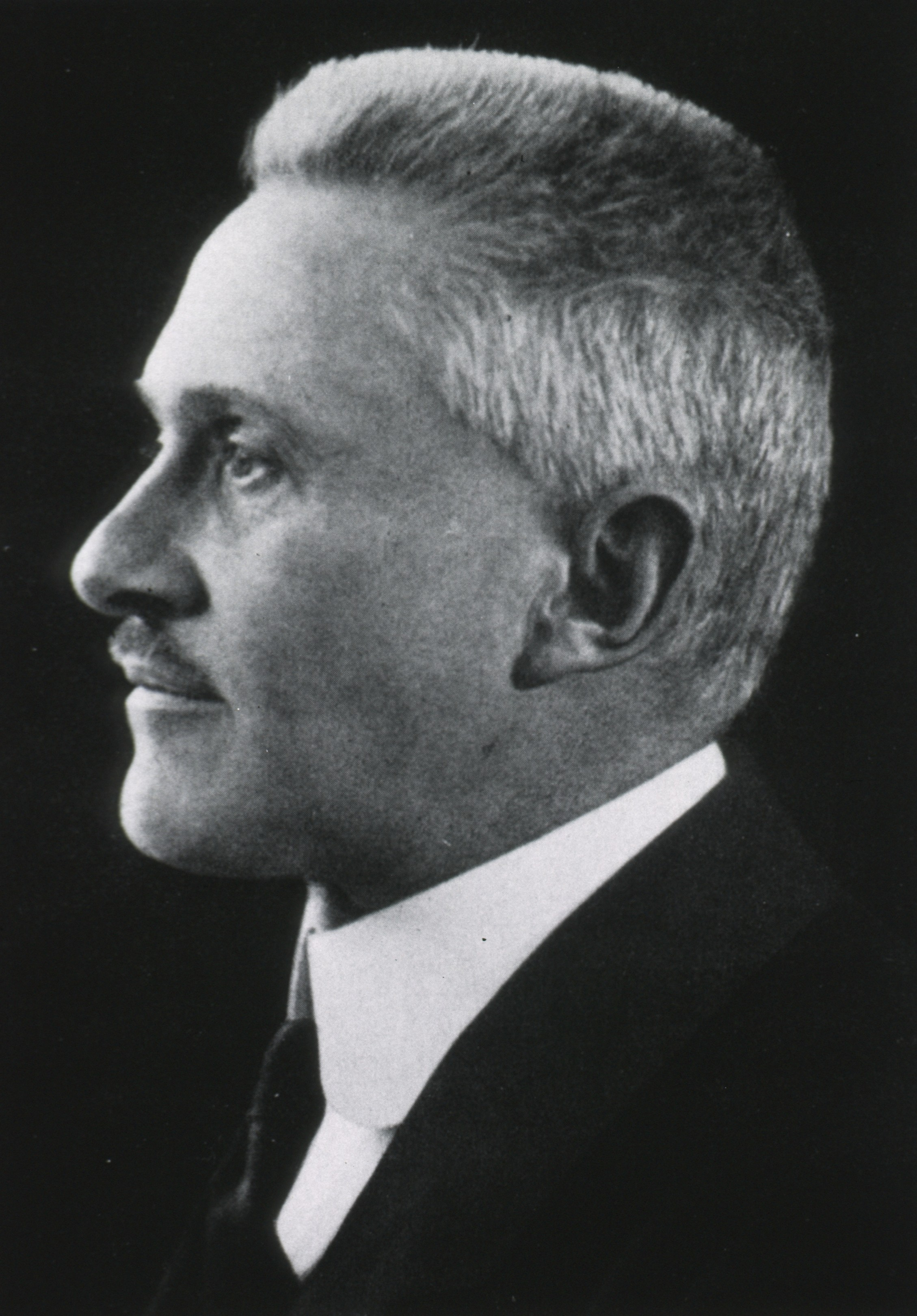
Max Nadoleczny

Max Nadoleczny-Millioud (ur. 16 marca 1874 w Zurychu, zm. 6 listopada 1940 tamże) – szwajcarsko-niemiecki lekarz foniatra.
Syn austriackiego oficera Johanna Nadoleczny′ego i jego żony Marii Sulzberger. Ukończył gimnazjum w Moguncji, studiował w Monachium, Kilonii i Berlinie.
Uczeń Hermanna Gutzmanna. Większość kariery naukowej spędził w Monachium. Był autorem około 125 prac. Jeden z założycieli Deutsche Gesellschaft für Sprach- und Stimmheilkunde.

## Wybrane prace
- Sprach- und Stimmstoerungen im Kindesalter. W: Hdb. der Kinderheilkunde. Hrsg. von M. Pfaundler u. A. Schlossmann. Leipzig: Vogel 1912.
- Physiologie der Stimme und Sprache. W: Hdb. d. HNO-Heilk. Hrsg. von A. Denker u. O. Kahler. Bd. 1. Berlin: Springer 1925.
- Sprachstoerungen. W: Hdb. d. HNO-Heilk. Hrsg. von A. Denker u. O. Kahler. Bd. 5. Berlin: Springer 1929.